# سانتا ئولالیا د اسکس
سانتا ئِولالیا د اُسکُس دهستانی در استان آستوریاس اسپانیا است.
در این دهستان ۵۵۷ نفر زندگی می‌کنند. مساحت این دهستان ۴۷٫۱۲ کیلومتر مربع است.